# Medalhão Persa
O Medalhão Persa é uma empresa que atua desde 1995 no mercado de joias. É pioneira na transmissão de leilão de joias pela televisão brasileira. Atua também na venda de tapetes, relógios e acessórios. A loja transmite o seu programa durante as madrugadas. Já esteve presente na Rede Vida e Record News. Atualmente faz parte da programação da TV Aparecida.